# Zgrada Muzeja hrvatskih arheoloških spomenika u Splitu
Zgrada Muzeja hrvatskih arheoloških spomenika u Splitu, Hrvatska, na adresi Stjepana Gunjače bb / Meštrovićevo šetalište 18, zaštićeno je kulturno dobro. U Zgradi je smješten Muzej hrvatskih arheoloških spomenika.

## Opis dobra
Građena je od 1972. do 1976. godine. Arhitekti su bili Mladen Kauzlarić, Zvonimir Vrkljan i Sena Gvozdanović . Zgrada Muzeja hrvatskih arheoloških spomenika građena je od 1972. – 76. g., dok je stalni postav otvoren 1978. Izgrađena je tako dolična kuća kakvu Muzej nije imao od svoga osnutka 1893. g. Projekt je povjeren arhitektu Mladenu Kauzlariću, a po njegovoj smrti razradili su ga arhitekti Zvonko Vrkljan i Sena Gvozdanović. Stalni muzejski postav izrađen je na čelu s arhitektom Antom Svarčićem I slikarom Franom Delallom. Arhitektonski sklop MHAS-a karakterizira grupiranje funkcionalnih dijelova čistih volumena u sklop te njihova integracija s prirodom. Prožimanje prirode i arhitekture vidljivo je samim smještajem osnovnih volumena na parceli na način da se formira nekoliko cjelina zelenih površina.

## Zaštita
Pod oznakom Z-5207 zavedena je kao nepokretno kulturno dobro - pojedinačno, pravna statusa zaštićena kulturnog dobra, klasificiranog kao profana graditeljska baština, javne građevine.